# Maksymalna wartość p Vovka-Sellkego
Maksymalna wartość p Vovka-Sellkego (ang. Vovk-Sellke maximum p-ratio) – procedura statystyczna pozwalająca dokonać bardziej pogłębionej interpretacji uzyskanej wartości p. Nazwa procedury pochodzi od nazwisk dwóch badaczy, którzy w największym stopniu przyczynili się do jej opracowania: V. G. Vovka oraz Thomasa Sellkego.
Przykład: Załóżmy, że maksymalna wartość p Vovka-Sellkego dla określonego zbioru danych badawczych wynosi 2,46 (dla wartości p = 0,05). Oznacza to, że prawdopodobieństwo uzyskania wartości p równej 0,05 (co stanowi granicę, poniżej której następuje odrzucenie hipotezy zerowej) jest tylko 2,46 razy bardziej prawdopodobne przy najlepszej z możliwych hipotez alternatywnych niż przy hipotezie zerowej.